# Zooropa
| 평가 점수              | 평가 점수 |
| 출처                   | 점수      |
| ---------------------- | --------- |
| AllMusic               | [ 1 ]     |
| Chicago Sun-Times      | [ 2 ]     |
| Entertainment Weekly   | A         |
| Los Angeles Times      | [ 4 ]     |
| The New Zealand Herald | [ 5 ]     |
| Orlando Sentinel       | [ 6 ]     |
| Pitchfork              | 8.4/10    |
| Q                      | [ 8 ]     |
| Rolling Stone          | [ 9 ]     |
| The Village Voice      | B−        |

《Zooropa》는 아일랜드의 록 밴드 U2의 여덟 번째 스튜디오 음반이다. 플러드, 브라이언 이노, 디 에지가 프로듀싱을 맡았으며, 1993년 7월 5일, 아일랜드 레코드에서 발매되었다. Zoo TV Tour에서의 밴드의 경험에 영감을 받아, 《Zooropa》는 기술과 미디어 과포화라는 많은 투어 주제를 확장했다. 이 음반은 1991년 그들의 이전 음반인 《Achtung Baby》에서 시작된 얼터너티브 록, 일렉트로닉 댄스 뮤직, 일렉트로닉 사운드 효과로 그룹의 실험의 연속이었다.
U2는 1993년 2월, 더블린에서 《Zooropa》의 작사, 작곡과 녹음을 시작했다. 이 음반은 원래 1993년 5월에 시작될 투어의 〈Zooropa〉를 홍보하기 위한 EP로 의도되었지만, 세션 동안 이 음반은 정규 음반으로 확장하기로 결정했다. 시간에 쫓긴 U2는 빠른 속도로 작사, 녹음했으며, 《Achtung Baby》 세션에서 남은 자료들을 포함하여 많은 소스로부터 시작된 곡들이 있다. 이 음반은 투어 재개에 맞춰 완성되지 못하여 밴드는 5월에 더블린과 그들의 투어 목적지를 오가며 믹싱과 녹음을 완료해야 했다.
《Zooropa》는 비평가들로부터 대체적으로 호의적인 평가를 받았다. 세 개의 싱글 〈Numb〉, 〈Lemon〉, 〈Stay (Faraway, So Close!)〉 중 어느 것도 지역마다 꾸준히 히트하지 않았음에도 불구하고, 이 음반은 발매와 동시에 26개국 중 상위 10위 안에 진입하며 잘 팔렸다. 그러나 이 음반의 차트 작성 기간과 700만 장의 평생 판매량은 《Achtung Baby》보다 적었다. 1994년 그래미 어워드에서 최우수 얼터너티브 음반상을 수상했다. 비록 이 음반은 성공적이었고 음악 기자들은 이 음반을 이 그룹의 가장 창의적인 작품들 중 하나로 보고 있지만, 밴드는 이 음반을 복잡한 감정으로 간주한다.

## 배경
U2는 1991년 상업적으로 성공적인 음반인 《Achtung Baby》와 1992년 조연인 Zoo TV Tour로 다시금 호평을 받았다. 이 음반은 얼터너티브 록, 인더스트리얼 음악, 일렉트로닉 댄스 뮤직의 영향을 그들의 사운드에 접목시킨 음악적 재창조였다. 이 투어는 TV와 시청자들에게 "감각적 과부하"를 심어주려는 대중의 지나친 자극을 풍자하는 정교한 멀티미디어 행사였다. 1992년 밴드는 290만 장의 콘서트 티켓을 팔았고, 《Achtung Baby》를 위해 1,000만 장의 음반을 팔았다. 그들의 73개의 북미 콘서트는 1992년 투어 아티스트 중 가장 높은 금액인 6,700만 달러를 벌어들였다.

## 발매
《Zooropa》는 1989년 아일랜드 레코드와 폴리그램에 대한 U2의 계약 의무를 완료했다. 비록 그룹은 다른 곳에서 자유롭게 새로운 계약을 체결할 수 있었지만, 레이블과 설립자 크리스 블랙웰과의 강한 관계는 1993년 6월 장기 여섯 번째 음반 계약을 체결함으로써 밴드가 아일랜드/폴리그램과 잔류하도록 자극했다. 《로스앤젤레스 타임스》는 U2에 6000만 달러의 가치가 있다고 평가하여, 그들이 사상 최고 연봉을 받는 록 그룹이 되었다. 그 당시, 이 그룹은 다음 해에 소비자들에게 음악을 전달하고 전송하는 데 잠재적으로 영향을 미칠 수 있는 몇 가지 새로운 기술을 인지하고 있었다. 작가 빌 플래너건은 "음원이 케이블이나 전화선, 위성방송 등을 통해 소비자의 집으로 직접 전달되면서 음반 가게가 구식이 될 수 있다"고 추측했다. 이러한 기술의 미래에 대한 불확실성과 엔터테인먼트와 통신 회사들이 합병하는 것의 함축성 때문에, 밴드는 아일랜드와 미래의 전송 시스템에서 얻는 수익의 분배가 유동적일 것이라고 협상하고 관련 시기에 결정을 내렸다. U2는 기존의 물리적 형식 대신 《Zooropa》를 인터랙티브 오디오 비디오 프레젠테이션으로 출시하는 아이디어를 가지고 있었지만, Zoo TV Tour에 의해 부과된 마감 시한 때문에 밴드는 이 아이디어를 실현하지 못했다.

## 곡 목록
모든 곡들은 U2에 의해 작사/작곡하였다.
| #   | 제목                                       | 재생 시간 |
| --- | ------------------------------------------ | --------- |
| 1.  | 〈Zooropa〉                                | 6:31      |
| 2.  | 〈Babyface〉                               | 4:01      |
| 3.  | 〈Numb〉                                   | 4:20      |
| 4.  | 〈Lemon〉                                  | 6:58      |
| 5.  | 〈Stay (Faraway, So Close!)〉              | 4:58      |
| 6.  | 〈Daddy's Gonna Pay for Your Crashed Car〉 | 5:20      |
| 7.  | 〈Some Days Are Better Than Others〉       | 4:17      |
| 8.  | 〈The First Time〉                         | 3:45      |
| 9.  | 〈Dirty Day〉                              | 5:24      |
| 10. | 〈The Wanderer〉                           | 5:41      |

## 인증
| 국가                                                  | 인증        | 판매량/출하량 |
| ----------------------------------------------------- | ----------- | ------------- |
| 아르헨티나 (CAPIF)                                    | 플래티넘    | 60,000^       |
| 오스트레일리아 (ARIA)                                 | 3× 플래티넘 | 210,000^      |
| 오스트리아 (IFPI 오스트리아)                          | 골드        | 25,000*       |
| 브라질 (Pro-Música Brasil)                            | 골드        | 100,000*      |
| 캐나다 (뮤직 캐나다)                                  | 4× 플래티넘 | 400,000^      |
| 프랑스 (SNEP)                                         | 플래티넘    | 300,000*      |
| 독일 (BVMI)                                           | 골드        | 250,000^      |
| 일본 (RIAJ)                                           | 골드        | 100,000^      |
| 뉴질랜드 (RMNZ)                                       | 4× 플래티넘 | 60,000^       |
| 노르웨이 (IFPI 노르웨이)                              | 골드        | 25,000*       |
| 스페인 (PROMUSICAE)                                   | 플래티넘    | 100,000^      |
| 스웨덴 (GLF)                                          | 골드        | 50,000^       |
| 영국 (BPI)                                            | 플래티넘    | 300,000^      |
| 미국 (RIAA)                                           | 2× 플래티넘 | 2,000,000^    |
| *판매량을 기반으로 한 인증 ^출하량을 기반으로 한 인증 |             |               |